# Sara Bailac
Sara Bailac Ardanuy (Tárrega, 14 de febrero de 1986), conocida como Sara Bailac, es una política, activista y poeta española de Cataluña. Es la portavoz del grupo Izquierdas por la Independencia en las Cortes Generales.

## Biografía
Nació en Tàrrega, província de Lleida. Es Licenciada en Ciencias Políticas y de la Administración por la Universidad Pompeu Fabra de Barcelona. Tiene un Máster en Derechos de las Mujeres, Género y Ciudadanía por la Universitat de Barcelona y un Máster en Cooperación Internacional para el Desarrollo por la Universidad Pontificia Comillas. Ha trabajado en la administración pública y en organizaciones sin ánimo de lucro en Cataluña, Argentina y Portugal, como técnica de igualdad pero también como técnica de proyectos diversos.
Como poeta, ha publicado dos libros de poesía y ha participado en varios recitales en Cataluña, Portugal, Argentina y Chile. Colabora en el seminario «NovaTàrrega» con una columna de opinión mensual.

## Trayectoria política
Comenzó su militancia política en el 2005 en las JERC, donde impulsó la refundación de la sección local de Tàrrega y ocupó durante tres años la Secretaría Nacional de las Mujeres. En 2007 se incorpora a Esquerra Republicana donde es presidenta de la sección local de Tàrrega desde 2015. Es vicesecretaria general de Acción Política y Sectorial de Esquerra Republicana y senadora. Actualmente es la portavoz del grupo Izquierdas por la Independencia en el Senado de España.